# Hard To Kill (2022)
Hard To Kill (2022) foi um evento pay-per-view (PPV) de luta livre profissional produzido pela Impact Wrestling. Aconteceu em 8 de janeiro de 2022 na The Bomb Factory em Dallas, Texas. Foi o terceiro evento da cronologia Hard To Kill.
Nove lutas foram disputadas no evento, com duas partidas disputadas no pré-show. No evento principal, Mickie James derrotou Deonna Purrazzo em um Texas Deathmatch para manter o Campeonato de Knockouts da Impact. Em outras lutas de destaque, Moose derrotou Matt Cardona e W. Morrissey em uma luta three-way para manter o Campeonato Mundial da Impact, Trey Miguel derrotou Steve Maclin para manter o Campeonato X Division da Impact, Jonathan Gresham derrotou Chris Sabin para manter o Campeonato Mundial da ROH e Josh Alexander derrotou Jonah.
O evento contou com aparições de vários talentos e pessoal notáveis da Ring of Honor (ROH); incluindo Matt Taven, Rok-C e Vincent, e os retornos de Jonathan Gresham, Maria Kanellis, Mike Bennett e PCO. Hard to Kill também foi notável pela estreia de Tom Hannifan (anteriormente conhecido como Tom Phillips na WWE) como comentarista do Impact.

## Produção
No Bound for Glory, a Impact Wrestling anunciou que Hard To Kill aconteceria em 8 de janeiro de 2022 em Dallas, Texas. Em 3 de novembro, foi anunciado que o evento acontecerá na The Bomb Factory.

## Resultados
| Nº                                          | Resultados | Estipulações | Tempo |
| ------------------------------------------- | --- | --- | ----- |
| Pré- show                                   | Havok derrou Savannah Evans | Luta individual exibido em 11/01 no Impact Digital Exclusive. | 4:37  |
| Pré- show                                   | Jake Something derrotou Madman Fulton | Luta individual | 5:25  |
| Pré- show                                   | Mike Bailey derrotou Ace Austin, Chris Bey e Laredo Kid | Luta Fatal 4-Way | 8:10  |
| 1                                           | Tasha Steelz derrotou Alisha Edwards, Chelsea Green, Jordynne Grace, Lady Frost e Rosemary                                                                              | Inaugural Knockouts Ultimate X match Vencedora ganha uma oportunidade pelo Campeonato de Knockouts.                                                                                        | 9:00  |
| 2                                           | Trey Miguel (c) derrotou Steve Maclin | Luta individual pelo Campeonato X Division Se Maclin perder, ele não pode mais disputar o título enquanto Trey Miguel for campeão.                                                         | 12:50 |
| 3                                           | Jonathan Gresham (c) derrotou Chris Sabin | Pure Rules match pelo Campeonato Mundial da ROH | 12:40 |
| 4                                           | Josh Alexander derrotou Jonah | Luta individual | 17:05 |
| 5                                           | Eddie Edwards, Rich Swann, Willie Mack, Heath e Rhino derrotaram The Good Brothers (Doc Gallows e Karl Anderson) e Violent By Design (Eric Young, Deaner e Joe Doering) | 10-man Hardcore War | 23:25 |
| 6                                           | Moose (c) derrotou Matt Cardona e W. Morrissey | Triple Threat match pelo Campeonato Mundial da Impact | 16:00 |
| 7                                           | Mickie James (c) derrotou Deonna Purrazzo | Texas Deathmatch pelo Campeonato de Knockouts da Impact Se Matthew Rehwoldt tivesse interferido durante a luta, Deonna Purrazzo teria sido desclassificada e Rehwoldt teria sido demitido. | 19:40 |
| (c) – Refere-se aos campeões antes da luta. | | |       |